# Kościół św. Jadwigi Śląskiej w Olszowej
Kościół świętej Jadwigi Śląskiej w Olszowej – rzymskokatolicki kościół parafialny należący do parafii pod tym samym wezwaniem (dekanat Kępno diecezji kaliskiej).

## Historia
Jest to świątynia wzniesiona w 1749 roku. W 1870 roku została dobudowana zakrystia. Kościół został gruntownie odrestaurowany w latach 1982 – 84 – dobudowano wówczas nawy boczne pod kierunkiem Jana Migela.

## Architektura
Budowla jest drewniana, trzynawowa, posiada mieszaną konstrukcję: zrębową i szkieletową. Świątynia jest orientowana wzniesiona została na planie krzyża. Jej prezbiterium jest węższe w stosunku do nawy, zamknięte jest trójbocznie, z boku znajduje się zakrystia. Od frontu jest umieszczona kwadratowa wieża konstrukcji słupowej, osadzona na nawie. Zwieńcza ją dach namiotowy. Na dachu znajduje się cebulasty blaszany dach hełmowy z latarnią. Od frontu nawy jest umieszczona kruchta. Dwie kaplice boczne tworzą pozorny transept. Zamknięte są prostokątnie i posiadają kalenice niższe od nawy głównej. Świątynię nakrywa dach jednokalenicowy, pokryty blachą, na dachu znajduje się sześcioboczna wieżyczka na sygnaturkę. Zwieńcza ją blaszany dach hełmowy z latarnią. Wnętrze kościoła jest wyłożone boazerią. Stropy we wnętrzu są płaskie, niższe w nawach bocznych podparte są słupami i ozdobione wzorem geometrycznym. Chór muzyczny podpierają dwa drewniane słupy. Organy o 7 głosach zostały wykonane w 2 połowie XIX wieku przez Johanna Spiegela. Ostatni gruntowny remont instrumentu wykonał miejscowy parafianin w latach 80. XX wieku. Ołtarz główny z tryptykiem renesansowym z 1595 roku, przedstawia Ukrzyżowanie oraz postacie klęczące fundatorów z kartuszami herbowymi Poraj i Nałęcz. Jeden ołtarz boczny w stylu późnorenesansowym pochodzi z połowy XVII wieku i jest ozdobiony herbem Ostoja, natomiast drugi reprezentuje styl rokokowy powstał w 2 połowie XVIII wieku. Ambona została wykonana w 1 połowie XIX wieku. Chrzcielnica z misą w kształcie anioła pochodzi z XVIII wieku.